# Sandhem
Sandhem is een plaats in de gemeente Mullsjö in het landschap Västergötland en de provincie Jönköpings län in Zweden. De plaats heeft 706 inwoners (2005) en een oppervlakte van 133 hectare.

## Verkeer en vervoer
Bij de plaats lopen de Riksväg 26 en Riksväg 47.
De plaats heeft een station aan de spoorlijn Falköping - Nässjö.